# 白塔区
白塔区（はくとう-く）は中華人民共和国遼寧省遼陽市に位置する市轄区。区名は白塔と呼ばれる金の世宗が母のために建設した八角形の高さ70mの13層の塔による。

## 行政区画
11街道弁事処を管轄する。
- 街道弁事所：星火街道、勝利街道、躍進街道、衛国路街道、站前街道、武聖街道、文聖街道、襄平街道、南門街道、東興街道、新華街道

## 交通

### 鉄道
- 遼陽駅